# الجحى (السوم)

تعديل مصدري - تعديل

الجحى هي إحدى قرى عزلة السوم بمديرية السوم التابعة لمحافظة حضرموت، بلغ تعداد سكانها 100 نسمة حسب تعداد اليمن لعام 2004.